# دون ويب (كاتب)
دون ويب (بالإنجليزية: Don Webb)‏ (30 أبريل 1960، أوستن في الولايات المتحدة)؛ كاتب وروائي أمريكي.